# Destin (revistă)

Destin este o revistă din cultura românească, care a fost publicată la Madrid, în Spania în perioada 1951-1972 de către români aflați în exil. 
Revista l-a avut ca director de-a lungul întregii sale existențe pe George Uscătescu. Publicația a apărut sub formă de caiete, având o apariție neîntreruptă timp de 20 de ani. Coperta caietelor era de culoare roșie, în timp ce titlul revistei era de culoare galbenă, cele două culori regăsindu-se pe steagul Spaniei. Revista era subintitulată ,,Revistă de cultură românească” și reunea, sub conducerea lui George Uscătescu, un grup de scriitori, care creștea de la un număr la altul al revistei. În această revistă au publicat personalități din diferite domenii, cum ar fi oameni de știință, critici literari, scriitori, nu numai din exilul spaniol, ci din întreaga lume: Grigore Cugler, N.I. Herescu, Alexandru Ciorănescu, Aurel Răuță, Paul Miron, Virgil Ierunca, Ștefan Lupașcu, Alexandru Busuioceanu, Monica Lovinescu, Basil Munteanu, Pamfil Șeicaru, Nicu Caranica, Ștefan Baciu, Horia Stamatu, Vintilă Horia, Mircea Eliade etc.
Primul număr al revistei a apărut în luna iunie a anului 1951. Redacția revistei se afla pe strada Melendez Valdes, nr. 59, Madrid/Spania, după cum reiese din adresa tipărită pe coperta interioară a revistei.
,,Destin” cuprindea mai multe rubrici precum: ,,Studii” ale scriitorilor români aflați în exil, ,,Note”, ,,Comentarii”, ,,Documente” în legătură cu diverse teme și ,,Bibliografie românească” sau ,,Marginalia”. Aici se regăsesc scurte recenzii ale scriitorilor români din exil (Spania), care erau făcute articolelor, cărților sau publicațiilor apărute în afara granițelor României sau erau prezentate evenimentele culturale ce se desfășurau în exil. Totodată, la secțiunea ,,Publicații românești primite”, sunt menționate cărțile și revistele românești sosite pe adresa redacției din țară, dar mai ales de la românii care au publicat în țările în care s-au stabilit. Sub titlul ,,Cărți românești în Spania”, apar enumerate cărțile scriitorilor români tipărite de ,,Asociația Hispano-Română” din Salamanca, sub îngrijirea lui Aurel Răuță. Din redacția revistei ,,Destin” făceau parte: I.D.G. Coterlan, Vintilă Horia, C.I. Popovici, Aurel Răuță, Nicolae Mariția și Vasile Uscătescu.
Caietul numărul 1 publicat în iunie 1951, începe cu un ,,Cuvânt înainte” scris de inițiatorul acestei publicații, George Uscătescu. Prin acest ,,cuvânt înainte” Uscătescu motivează necesitatea apariției unei reviste de acest gen.
Paginile revistei ,,Destin” au reușit să cuprindă importante studii, eseuri și articole pe teme de cultură românească și europeană, probleme artistice, istorice, juridice, literare, politice, filosofice, filologice, dar și fragmente de proză, inclusiv poezii și memorii. Din cele 16 caiete, două dintre ele au fost dedicate unor evenimente importante din istoria României precum: 100 de ani de la Unirea Principatelor Române din 1859, respectiv 50 de ani de la Marea Unire din 1918. Iar un caiet i-a fost dedicat poetului Mihai Eminescu, ,,Destin” având ca subtitlu ,,Închinare lui Mihai Eminescu”.
Aproape toate genurile literare, exceptând teatrul, se regăsesc în articolele și studiile publicate în revista ,,Destin”: povestiri de Vintilă Horia, proza fantastică scrisă de Mircea Eliade, fragmente din romanele sale, memorii ale acestuia, eseuri cu privire la relația scriitor-societate sau scriitor-libertate, memorii ale lui Virgil Ierunca, George Hurmuziadi, Grigore Nandriș, G.M. Cantacuzino, G. Ghica. Totodată, revista a mai publicat și poezie scrisă în limba română de scriitori consacrați: Ion Barbu, Horia Stamatu, Nicu Caranica, George Uscătescu, Valeriu Anania, Ana Giugariu, poezie scrisă în limba franceză de Nicoletta Corteanu Loffredo și Mira Simian Baciu; traduceri ale unor opere din literatura universală; recenzii ale unor cărți scrise de George Uscătescu, Alexandru Busuioceanu; studii despre actualitatea, universalitatea și aspecte ale limbajului poetic din opera lui Mihai Eminescu. Pe lângă toate acestea, trebuie menționate povestirile scrise și publicate de Paul Miron, Grigore Cugler, Mihai Niculescu, dar și nume din sfera memorialisticii precum N.I. Herescu, Nicolae Petra, Alexandru Ciorănescu, Dinu Adameșteanu, Radu Enescu, Antoaneta Bodisco. În această revistă au fost publicate și teme de folclor românesc, alături de probleme ale traducerii dintr-o limbă străină în limba română, iar dintre temele de lingvistică și limbă, aspecte referitoare la introducerea neologismelor în limba română și cu privire la latinitatea unor verbe din limba română.
Pe lângă Unirea Principatelor Române din 1859 și Unirea de la 1 decembrie 1918, în „Destin” au mai apărut articole referitoare la formarea poporului român, etape din istoria românilor, studii despre boierii români, probleme de istorie universală, studii despre monedele românești, despre arestările abuzive din perioada comunistă, dar și despre greșelile făcute de-a lungul timpului de către conducători.
Prima parte a caietului nr. 21-23 din 1971 are ca tematică filosofia, un omagiu adus filosofului Martin Heidegger. Alte subiecte tratate în paginile ,,Destinului” sunt cele de antropologie și cultură europeană, cultură și civilizație românească. Totodată, printre preocupările revistei se numărau teme precum: politica, biserica, libertatea, justiția, științele, arta, economia și medicina. Un capitol important îl constituie comemorările unor scriitori sau colaboratori ai revistei, toate reunite sub titlul  „In memoriam”. Începând cu anul 1956, în capitolele ,,Marginalia” și ,,Bibliografie românească” au fost publicate scurte recenzii ale cărților primite la redacția revistei.
Începând cu numărul 11 al caietelor și până la ultimul număr, sunt enumerate, pe interiorul celei de-a doua coperți, numele celor care și-au adus contribuția la realizarea revistei. În ultimul număr al revistei, Mihai Cismărescu face bilanțul celor 20 de ani de apariție a ,,Destinului”, care a putut fi publicată datorită lui George Uscătescu. Cismărescu definește această revistă ca fiind adevăratul peisaj al spiritualității românești.
Revistele românești publicate în Spania sunt: ,,Destin” (1951-1972), ,,Carpații” (1954-1962; 1972-1990), ,,Fapta” (1956-1958; 1963-1964), ,,Libertatea românească” (1951-1955) și ,,Țara și exilul” (1964-1992).